# Follow the Leader
A Follow the Leader az amerikai Nu metal együttes, a Korn harmadik stúdióalbuma, amelyet 1998. augusztus 18-án adtak ki. Az album szerepel az 1001 lemez, amit hallanod kell, mielőtt meghalsz című könyvben.

## Album információk
A Follow the Leader-rel robbant be a köztudatba a Korn. Ez a legsikeresebb albumuk, több mint 5 millió darabot adtak el az USA-ban, és 4 milliót az USA-n kívül. Az album alapvetően Nu metal és Heavy Metal stílusú.
Az albumon sok vendégzenész közreműködött, Ice Cube a Children of The Korn-ban, Tre Hardson a The Pharcyde-ból a Cameltosis-ban, és Fred Durst a Limp Bizkit-ből az All in the Family-ben. A színész Cheech Marin énekel az Earache My Eye-ban, amely egy feldolgozás a Cheech & Chong mozifilmjéből, A nagy szívás című filmből, az együttes többi tagja ebben a számban felcseréli egymás hangszereit.
Az album a 13. számnál kezdődik, 12 számnyi csönd után. Az okát a Metal Hammer UK egyik interjújában említették, az album kiadásának idejének környékén. Jonathan Davis nem szerette volna azt, ha az album a 13. számnál végződik (a babona miatt). Ők jobban szerették volna, ha annál a számnál kezdik az albumot. Egy másik magyarázat a furcsa kezdésre az, hogy az első 12 szám 5 másodperc hosszúságú volt egyenként, így 1 percnyi csönd volt az album elején, melyet Justinnak tiszteletére szántak, aki egy fiatal rajongója volt az együttesnek, és rákban halt meg. Justin után elneveztek egy számot is az albumon.
Két szám, a "Camel Song" (megjelent az Ítéletnap című film zenéjében) és az "I can't remember" (megjelent a Got the Life kislemezen), mindkettő akkor lett felvéve, amikor a Follow the Leader.
Az album borítóját a Spawn képregény megalkotója, Todd McFarlane rajzolta.
A Deuce-on a Korn kijelentette, hogy az album felvételekor egy valamit csináltak a zenélésen kívül, ittak, egész nap és egész éjszaka buliztak. Munky bevallotta, hogy az együttes akkortájt 27 000 dollárt költött szeszes italokra.

## Fogadtatás
A Follow the Leader-ből több mint 5 millió darabot adtak el az USA-ban a RIAA szerint.
Rolling Stone 4/5 (5/13/99, p. 66) – Megtalálható a Rolling Stone magazin következő listáján: "Essential Recordings of the 90's."
Szerepel az 1001 lemez, amit hallanod kell, mielőtt meghalsz című könyvben.

## Számok listája
A dalokat a Korn írta.

1.-12. néma számok – egyénként 5 másodperc
1. It's On! – 4:28
2. Freak on a Leash – 4:15
3. Got the Life – 3:45
4. Dead Bodies Everywhere – 4:44
5. Children of the Korn (vendég: Ice Cube) – 3:52
6. B.B.K. – 3:56
7. Pretty – 4:12
8. All in the Family (vendég: Fred Durst) – 4:49
9. Reclaim My Place – 4:33
10. Justin – 4:17
11. Seed – 5:54
12. Cameltosis – 4:38 (vendég: Tre Hardson)
13. My Gift to You – 15:40
  - A My Gift to You-nak 7:12-nél vége van. 2 perc csend után, 9:14-kor egy párbeszéd kezdődik, utána pedig egy rejtett szám, az Earache My Eye (4:50), egy Cheech & Chong-feldolgozás.
  - Tehát a My Gift to You szám felépítése:

My Gift to You – 0:00 – 7:12 | csend – 7:13 – 9:14 | párbeszéd – 9:15 – 10:50 | Earache My Eye – 10:51 – 15:40

### Limitált kiadású bónusz lemez
- All in the Family (Clark World mix) – 4:47
- All in the Family (Sowing the Beats mix) – 4:53
- All in the Family (Beats in Peace mix) – 4:16
- All in the Family (Scary Bird mix) – 8:39

(A bónusz lemez tartalmaz még válogatott klipeket a Korn TV-ből)

## Közreműködők

### Korn
- Jonathan Davis – ének, skótduda
- Head – gitár
- Munky – ritmusgitár
- Fieldy – basszusgitár
- David Silveria – dobok

### További közreműködők
- Fred Durst – ének/rap
- Tré Hardson – rap
- Ice Cube – rap
- Todd McFarlane – borítómunka
- Greg Capullo – illusztrációk
- Joseph Cultice – fényképezés
- Tommy D. – programozás
- John Ewing, Jr. – műszaki munkák, technika
- Thomas Kornacker – egyéb előadó
- Stephen Marcussen – audio utófeldolgozás
- Brendan O'Brien – keverés
- Steve Thompson – producer
- Don C. Tyler – digitális szerkesztés
- Justin Z. Walden – dobok, programozás
- Toby Wright – producer, műszaki munkák

## Listás helyezések
Album – Billboard (Észak-Amerika)
| Év   | Lista                 | Helyezés |
| ---- | --------------------- | -------- |
| 1998 | Billboard 200         | 1        |
| 1998 | Billboard             | 1        |
| 1998 | UK Top 40 Album Chart | 5        |

Album – ARIA (Ausztrália)
| Év   | Lista      | Helyezés |
| ---- | ---------- | -------- |
| 1998 | Ausztrália | 1        |

Kislemezek – Billboard (Észak-Amerika)
| Év   | Kislemez         | Lista                  | Helyezés |
| ---- | ---------------- | ---------------------- | -------- |
| 1998 | Got the Life     | Mainstream Rock Tracks | 15       |
| 1998 | Got the Life     | Modern Rock Tracks     | 17       |
| 1999 | Freak on a Leash | Mainstream Rock Tracks | 10       |
| 1999 | Freak on a Leash | Modern Rock Tracks     | 6        |

Kislemezek – ARIA (Ausztrália)
| Év   | Kislemez         | Lista                         | Helyezés |
| ---- | ---------------- | ----------------------------- | -------- |
| 1998 | Got the Life     | Australian ARIA Singles Chart | 26       |
| 1999 | Freak on a Leash | Australian ARIA Singles Chart | 22       |

## Külső hivatkozások
A Korn hivatalos honlapja